# William John Brennan
William John Brennan (* 16. Februar 1938 in Arncliffe, New South Wales; † 31. August 2013 in Randwick, Sydney, New South Wales) war ein australischer Geistlicher und Bischof von Wagga Wagga.

## Leben
William Brennan studierte Philosophie und Theologie an der Päpstlichen Universität Urbaniana in Rom. Der Präfekt der Congregatio de Propaganda Fide und Patriarch von Kilikien, Grégoire-Pierre XV. Kardinal Agagianian, weihte ihn am 20. Dezember 1961 zum Priester des Bistums Wilcannia-Forbes.
Papst Johannes Paul II. ernannte ihn am 16. Januar 1984 zum Bischof von Wagga Wagga. Der Erzbischof von Sydney, Edward Bede Clancy, spendete ihm am 1. März desselben Jahres die Bischofsweihe; Mitkonsekratoren waren Luigi Barbarito, Apostolischer Pro-Nuntius in Australien, und Francis Patrick Carroll, Erzbischof von Canberra und Goulburn.
1992 gründete er das Priesterseminar Vianney College in Wagga Wagga. Er war dessen Rektor und arbeitete mit der römischen Urbaniana und der Charles Sturt University zusammen. Das Seminar betreut mittlerweile die Bistümer Wagga Wagga, Lismore und Armidale.
Am 5. Februar 2002 nahm Papst Johannes Paul II. sein aus gesundheitlichen Gründen vorgebrachtes Rücktrittsgesuch an.
Er war der Neffe von William Joseph Brennan (1904–1975), Bischof von Toowoomba.